# Bennington (Idaho)
Bennington es un lugar designado por el censo ubicado en el condado de Bear Lake en el estado estadounidense de Idaho. En el Censo de 2010 tenía una población de 190 habitantes y una densidad poblacional de 11,57 personas por km².

## Geografía
Bennington se encuentra ubicado en las coordenadas 42°22′56″N 111°19′16″O / 42.38222, -111.32111. Según la Oficina del Censo de los Estados Unidos, Bennington tiene una superficie total de 16.43 km², de la cual 16.42 km² corresponden a tierra firme y (0.06%) 0.01 km² es agua.

## Demografía
Según el censo de 2010, había 190 personas residiendo en Bennington. La densidad de población era de 11,57 hab./km². De los 190 habitantes, Bennington estaba compuesto por el 97.89% blancos, el 0% eran afroamericanos, el 2.11% eran amerindios, el 0% eran asiáticos, el 0% eran isleños del Pacífico, el 0% eran de otras razas y el 0% pertenecían a dos o más razas. Del total de la población el 2.11% eran hispanos o latinos de cualquier raza.